# Fissidens kriegeri
Fissidens kriegeri là một loài Rêu trong họ Fissidentaceae. Loài này được Schimp. ex Besch. mô tả khoa học đầu tiên năm 1873.